# Aviones de cristal
Aviones de cristal es el nombre del tercer álbum de estudio del cantautor español Álex Ubago, Fue lanzado al mercado por el sello discográfico WEA Latina el 26 de septiembre de 2006. Se lanzaron dos versiones: una versión sencilla y una edición especial con DVD, que incluía 3 videoclips (3 versiones diferentes del videoclip del tema "Viajar contigo") y 2 documentales. Tiene como primer sencillo el tema "Viajar contigo" y como segundo "Sigo buscando".
Si bien los dos primeros álbumes de Ubago fueron lanzados en un periodo de tiempo relativamente corto, tras la gira de Fantasía o realidad, el cantante decidió tomarse un año de descanso para dedicarse a componer las letras del nuevo álbum. La grabación, producida por Jesús N. Gómez, fue realizada durante tres meses en los estudios Doublewtronics de Madrid.
El álbum alcanzó el disco de oro en España tan solo una semana después de su lanzamiento y dos semanas después en México.

## Lista de canciones
Todas las canciones escritas y compuestas por Álex Ubago. 
| Aviones de cristal |                           |          |  |
| N.º                | Título                    | Duración |  |
| 1.                 | «Sigo buscando»           | 4:46     |  |
| 2.                 | «Viajar contigo»          | 3:34     |  |
| 3.                 | «Cada día»                | 5:02     |  |
| 4.                 | «La estación»             | 4:52     |  |
| 5.                 | «María»                   | 4:19     |  |
| 6.                 | «Aviones de cristal»      | 4:36     |  |
| 7.                 | «Si tú me llevas»         | 4:41     |  |
| 8.                 | «El único habitante»      | 4:15     |  |
| 9.                 | «No dices nada (Eres tú)» | 4:01     |  |
| 10.                | «Reinas de la fiesta»     | 4:19     |  |
| 11.                | «Instantes»               | 4:25     |  |
| 12.                | «Como en los sueños»      | 4:38     |  |
| 1 hora, 1 minuto   |                           |          |  |

## Créditos
- John Parsons: guitarra.
- Marcelo Fuentes: bajo.
- Alfonso Pérez: piano y teclados.
- Enzo Filippone: batería.

## Certificaciones
| País   | Organismo certificador | Certificación | Ventas certificadas | Ref.  |
| ------ | ---------------------- | ------------- | ------------------- | ----- |
| España | PROMUSICAE             | Oro           | 30,000              |       |
| México | AMPROFON               | Oro           | 20,000              | [ 6 ] |

## Sencillos de difusión
- "Viajar contigo" (2006)
- "Sigo buscando" (2006)
- "Instantes" (2007)